# Oberstedem

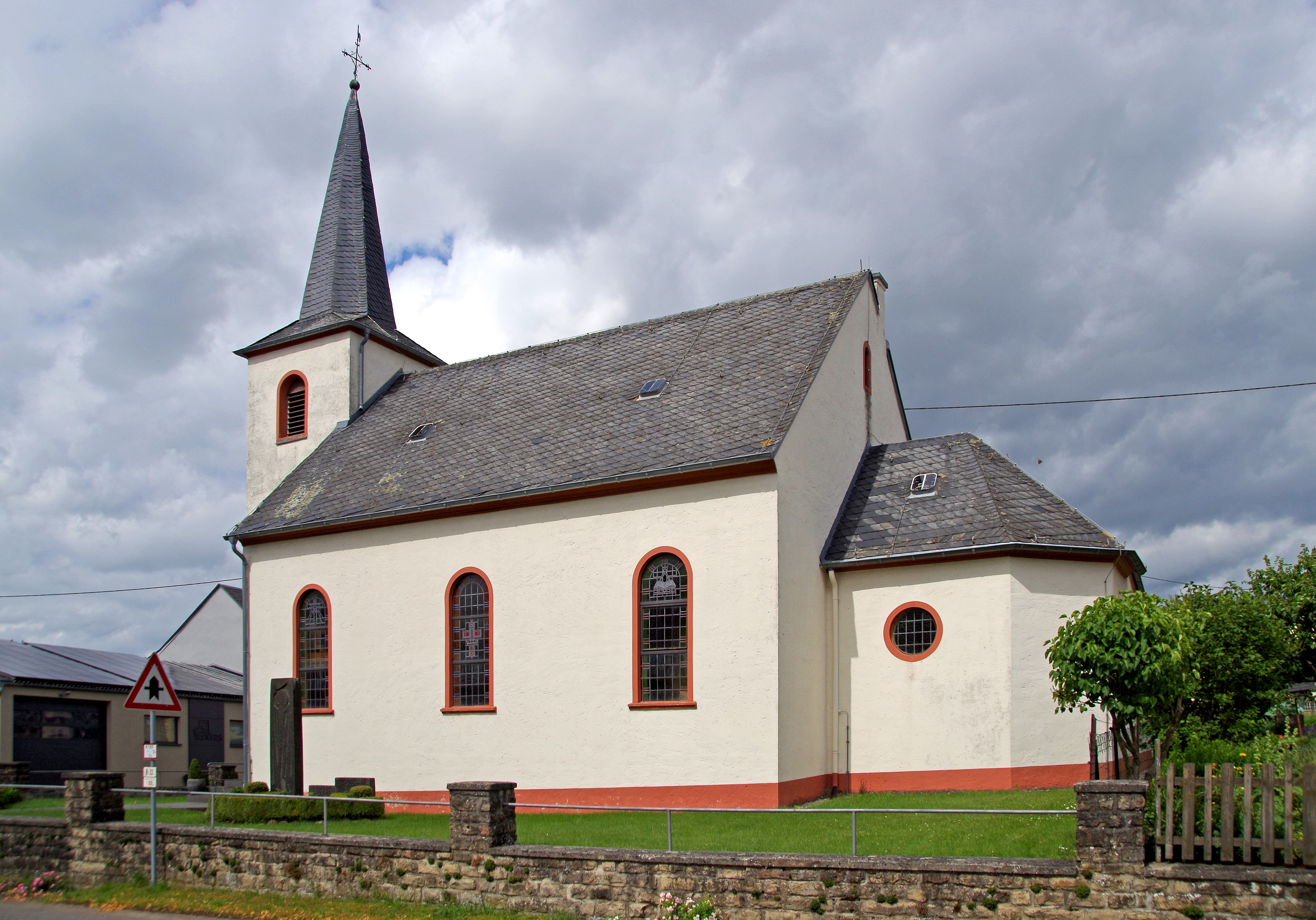
St. Briktius (Oberstedem), Südwestansicht

Oberstedem ist eine Ortsgemeinde im Eifelkreis Bitburg-Prüm in Rheinland-Pfalz. Sie gehört der Verbandsgemeinde Bitburger Land an.

## Geographie

### Geographische Lage
Die Gemeinde Oberstedem liegt etwa 5 km südlich von Bitburg und 25 km nördlich von Trier. Sie liegt im ländlich geprägten Raum und wird im regionalen Raumordnungsplan dem Raumtyp mit besonders ungünstiger Wirtschaftsstruktur zugeordnet. Die Gemarkung liegt im Bereich landwirtschaftlicher Vorrangflächen des „Bitburger Gutlandes“.

### Nachbarorte
Die Nachbarorte von Oberstedem sind die Stadt Bitburg im Norden uns die Ortsgemeinden Scharfbillig im Osten, Eßlingen im Südosten, sowie Niederstedem im Westen.

### Geologie
Die Gemarkung Oberstedem liegt im Kern der Trier-Luxemburger Bucht, im Bereich der Keuperhochfläche des Zentralen Bitburger Gutlandes auf einer schwach reliefierten Hochfläche. Diese bildet die Wasserscheide zwischen Nims und Kyll.

## Geschichte
Der Ort Stedem wird als „Stedeheym“ erstmals im Jahre 893 im Prümer Urbar urkundlich genannt. Es wird zunächst nicht zwischen Nieder- und Oberstedem unterschieden. Der Ort gehörte in dieser Zeit zum Einflussbereich der Abtei Prüm. In einer päpstlichen Besitzbestätigung des Papstes Innozenz II.wird „Stedeheym“ im Jahr 1140 erneut urkundlich erwähnt. Es gehörte jetzt zum Kloster St. Maximin zu Trier sowie zur Propstei Bitburg in der Grafschaft Luxemburg. Erst 1570 sind in einem Visitationsprotokoll Ober- und Niederstedem getrennt benannt mit dem Schutzpatron Brictius für Oberstedem, das heißt zwischen 1140 und 1570 findet die Unterscheidung zwischen Ober- und Niederstedem statt. Im Jahre 1656, unmittelbar nach dem Dreißigjährigen Krieg, waren von ehemals elf oder zwölf Höfen oder Wohngebäuden neun verfallen oder zerstört. Bis zum Jahr 1795 gehörte Oberstedem zur Propstei Bitburg im Herzogtum Luxemburg.
Die Inbesitznahme des Linken Rheinufers durch französische Revolutionstruppen beendete die alte Ordnung. Der Ort wurde von 1798 bis 1814 Teil der Französischen Republik (bis 1804) und anschließend des Französischen Kaiserreichs, verwaltet von der Mairie Messerich im Kanton Bitburg des Arrondissements Bitburg im Departement der Wälder. Nach der Niederlage Napoleons kam Oberstedem aufgrund der 1815 auf dem Wiener Kongress getroffenen Vereinbarungen zum Königreich Preußen. Nach 1816 gehörte Oberstedem zur Bürgermeisterei Messerich; der Ort zählte zu dieser Zeit 104 Einwohner und 12 Wohnhäuser. Die Bürgermeisterei ging 1856 in der Bürgermeisterei Alsdorf auf, aus der später das Amt Wolsfeld entstand. Diese Verwaltungseinheiten waren wiederum dem Kreis Bitburg des Regierungsbezirks Trier zugeordnet, der 1822 Teil der neu gebildeten preußischen Rheinprovinz wurde.
Als Folge des Ersten Weltkriegs war die gesamte Region dem französischen Abschnitt der Alliierten Rheinlandbesetzung zugeordnet. Nach dem Zweiten Weltkrieg wurde Oberstedem innerhalb der französischen Besatzungszone Teil des damals neu gebildeten Landes Rheinland-Pfalz. Seit 1970 gehörte die Gemeinde verwaltungsmäßig der Verbandsgemeinde Bitburg-Land und seit 2014 der neu gebildeten Verbandsgemeinde Bitburger Land an.

## Politik

### Gemeinderat
Der Gemeinderat in Oberstedem besteht aus sechs Ratsmitgliedern, die bei der Kommunalwahl am 9. Juni 2024 in einer Mehrheitswahl gewählt wurden, und dem ehrenamtlichen Ortsbürgermeister als Vorsitzendem.

### Bürgermeister
Werner Esch wurde am 4. Juli 2022 Ortsbürgermeister von Oberstedem. Nach der Amtsniederlegung des Vorgängers war für eine an 31. Juli 2022 vorgesehene Direktwahl kein Wahlvorschlag eingereicht worden. Daher oblag die Wahl eines neuen Bürgermeisters gemäß rheinland-pfälzischer Gemeindeordnung dem Gemeinderat, der sich einstimmig für den bisherigen Ersten Beigeordneten entschied. Da für die reguläre Direktwahl am 9. Juni 2024 erneut kein Wahlvorschlag eingereicht wurde, erfolgte die Neuwahl wieder durch den Rat. Dieser bestätigte Werner Esch auf seiner konstituierenden Sitzung am 3. Juli 2024 für weitere fünf Jahre in seinem Amt.
Sein Vorgänger Peter Endres hatte das Amt 2009 übernommen. Nach zwei Wiederwahlen in den Jahren 2014 und 2019 legte er es mit Wirkung zum 30. April 2022 aus gesundheitlichen Gründen vorzeitig nieder.

### Wappen
| Wappen von Oberstedem | [ 12 ] |
| Wappen von Oberstedem | Wappenbegründung: Als Hinweis auf die Zugehörigkeit zur Trierer Abtei St. Maximin steht im Schildhaupt der Doppeladler. Die Kapelle zu Oberstedem führt als Patron den heiligen Brictius, dessen Attribut, die glühenden Kohlen, im unteren Teil zu finden sind. |

## Glasmuseen im Jacobshof
Im aus dem Jahre 1750 stammenden Jacobshof, einem Trierer Langhaus, wurde nach umfangreicher Renovierung und Umbauten Mitte 2006 ein Glasmuseum eröffnet, das die Sammlungen des Frechener Arztes Helmut Wirges präsentiert. Das Museum ist vorerst in drei Abteilungen gegliedert:
- Rohstoffe, Werkzeuge der Glasherstellung und -bearbeitung,
- Gläser aus römischer Zeit bis zum Art déco
- Glas zum Gebrauch: Bier-, Wein-, Medizin-, Chemie- und Pharmaziegläser, sowie eine umfangreiche Sammlung von Milchflaschen seit 1720
- Europäisches Glas von 1945 bis zu hochwertigem neuzeitlichen Hütten- und Studioglas

Das zweite kleinere Museum zeigt Produktionen der Rheinische Glashütten (Dorotheenhütte in Quadrath-Ichendorf, Sindorfer Glashütte in Kerpen-Sindorf und Ingridhütte in Euskirchen)
Sonderausstellungen, wie 2008 „Gläserner Weihnachtsschmuck aus zwei Jahrhunderten“, zeigen immer wieder neue Facetten des Werkstoffes Glas.
Als weiteres Highlight der Eifelmuseen ist im Jacobshof ein Museum für Brauereigeschichte in Planung.

## Verkehr
Ober- und Niederstedem liegen zwischen der Bundesstraße 51 (Europastraße 42) und der Bundesstraße 257, die sich etwa 2 km nördlich in Bitburg kreuzen.